# شاه مرادلو (قشلاق أهر)
شاه مرادلو (بالفارسية: شاه‌مرادلو) هي منطقة سكنية تقع في إيران في قسم قشلاق الریفي. يقدر عدد سكانها بـ 53 نسمة .